# Maylandia callainos
Maylandia callainos är en fiskart som först beskrevs av Stauffer och Hert 1992.  Maylandia callainos ingår i släktet Maylandia och familjen Cichlidae. IUCN kategoriserar arten globalt som sårbar. Inga underarter finns listade i Catalogue of Life.